# Mediafederatie
De Mediafederatie, tot 26 februari 2018 het Nederlands Uitgeversverbond (NUV) genoemd, is een brancheorganisatie voor uitgeverijen en mediabedrijven in Nederland en behartigt hun collectieve belangen.

## Organisatie
De organisatie is in 1996 opgericht, toen de KNUB, die de boekenuitgevers vertegenwoordigde, de NDP, de brancheorganisatie voor dagbladuitgevers en de NOTU, de brancheorganisatie voor tijdschriftenuitgevers, besloten zich te verenigen. De Mediafederatie heeft een algemeen bestuur dat een afspiegeling vormt van de vijf aangesloten zelfstandige brancheverenigingen. Het bestuur wordt gevormd door acht leden (uitgevers) onder voorzitterschap van een voorzitter, Derk Haank. Het NUV werkt vanaf 2014 structureel samen met de Nederlandse Vereniging van Producenten en Importeurs van beeld- en geluidsdragers (NVPI), de branchevereniging voor de entertainmentindustrie.
Op 26 februari 2018 wijzigde het Nederlands Uitgeversverbond zijn naam tot de Mediafederatie 'om de transitie die de mediasector ondergaat nog beter te kunnen ondersteunen'.

## Leden
Leden van het NUV zijn zowel lid van de koepelorganisatie als van een of meer van de volgende zelfstandige brancheverenigingen:
- Groep Algemene Uitgevers (GAU) - branchevereniging voor boekenuitgevers, gericht op de publieksmarkt
- Groep Educatieve Uitgevers (GEU) - Samenwerken voor onderwijs - branchevereniging voor educatieve uitgeverijen (37 per juni 2020)
- Magazine Media Associatie (MMA, tot eind 2015 bekend als Groep Publiekstijdschriften) - branchevereniging voor uitgevers van publieks-, opinietijdschriften en omroepbladen
- Media voor Vak en Wetenschap (MVW, tot maart 2012 bekend als Groep Uitgevers voor Vak en Wetenschap / UVW) – branchevereniging voor professionele, wetenschappelijke en vakinformatieve mediabedrijven
- NDP Nieuwsmedia (tot mei 2011 bekend als de Nederlandse Dagbladpers) - brancheorganisatie voor nieuwsbedrijven in Nederland